# Bibliothèque de Pierrefonds
La bibliothèque de Pierrefonds est l'une des deux bibliothèques de l'arrondissement de Pierrefonds-Roxboro. Elle fait partie du réseau de 45 bibliothèques de la Ville de Montréal. Elle était autrefois connue sous le nom de Bibliothèque intermunicipale et se trouvait sur le même site qu'aujourd'hui. Elle assure les missions traditionnelles des bibliothèques publiques au Québec et propose, lors de son ouverture en 2019, une collection de plus de 140 000 documents sur différents supports. Le bâtiment a obtenu la certification LEED Or en mars 2022 avec 63 points,.

## Histoire
C'est en 1983 qu'est construite la bibliothèque intermunicipalle de Pierrefonds et Dollard-des-Ormeaux sur le site actuel. À cette époque, la bibliothèque d'une superficie de 6 096 m2 comporte 43 000 documents. Face au manque d'espace et la désuétude des équipements, des plans de rénovation sont annoncés en 2012. Les travaux ont coûté 25,3 millions de dollars dont 4,5 millions ont été payés par l'arrondissement. La bibliothèque repose sur le concept de troisième lieu, c'est-à-dire un espace de sociabilité informel autre que le domicile et le travail. Le concours d'architecture, lancé le 10 juin 2013, a été remporté par Chevalier Morales Architectes en consortium avec DMA architectes, la même équipe ayant conçu la bibliothèque publique de Drummondville qui a ouvert ses portes en septembre 2017. Chevalier Morales Architectes a également réalisé la bibliothèque Saul-Bellow en 2015 et la Maison de la littérature de Québec en 2016. Le 23 mai 2019, la bibliothèque ouvre officiellement ses portes à la suite des travaux d'agrandissement.

## Description
La bibliothèque offre les services et activités que l'on retrouve habituellement au Québec comme l'heure du conte, des conférences ou le prêt de documents comme les livres, CD et DVD, revues ou jeux vidéo, mais aussi des instruments de musique. Elle compte une section consacrée aux adolescents (au premier étage) où l'on retrouve une salle destinée au jeu ainsi qu'un espace médialab favorisant la création numérique et multimédia. Un salon des nouveautés et une salle consacrée à la généalogie ont également été aménagés à cet étage. Des espaces destinés aux plus jeunes se trouvent au rez-de-chaussée.
Des postes informatiques pour aller sur Internet ou pour utiliser des logiciels sont disponibles à plusieurs endroits et les visiteurs peuvent utiliser leur propre équipement. Des postes informatiques donnant accès au catalogue peuvent être utilisés sur place. L'accès sans fil à Internet est aussi disponible dans toutes les sections. Un café a été aménagé à l'intérieur de la bibliothèque et une zone café, située près des escaliers qui s'entrecroisent et équipée de tables et de chaises, permet la consommation de nourriture et boissons sur place. Tout près du café se trouve un fab lab où les citoyens peuvent apprendre l'impression 3D, la découpe vinyle ou la programmation.
Une cour intérieure est aménagée entre les murs de la bibliothèque et une terrasse extérieure se trouve sur le toit. On y retrouve une sculpture abstraite en fonte de fer de Jodi Bonet. Elle fut acquise par la ville en 1989 et ajoutée au projet d'agrandissement et rénovation de la bibliothèque. Ce projet d'agrandissement de 1990 a également intégrée une sculpture murale de Joëlle Morosoli intitulée Courbes et vent, conformément à la Politique d’intégration des arts à l’architecture du Québec. 
L'agrandissement et rénovation de la bibliothèque en 2019 fut l'occasion d'intégrée une autre œuvre d'art, celle de Sarah Bertrand-Hamel intitulée L'épaisseur du papier. Les quatre éléments de l'œuvre sont installés sur différents murs de la bibliothèque.  

## Prix et distinctions
2023 : Prix Distinction 2023 de l'Association de l’enveloppe et des revêtements muraux du Québec (AERMQ)
2022 : Certification LEED Or Canada - Leadership in Energy and Environmental Design (Canada)
2021 : Coup de cœur de l'année de l'Association des architectes en pratique privée du Québec
2019 : Prix Architecture de bibliothèques et centre d’archives du Québec
2018 :  Prix d'excellence de la construction en acier de la région du Québec de l’Institut canadien de la construction en acier (ICCA) - Institutionnels
2014 : Lauréat du Canadian architect Award of Merit.

## Galerie

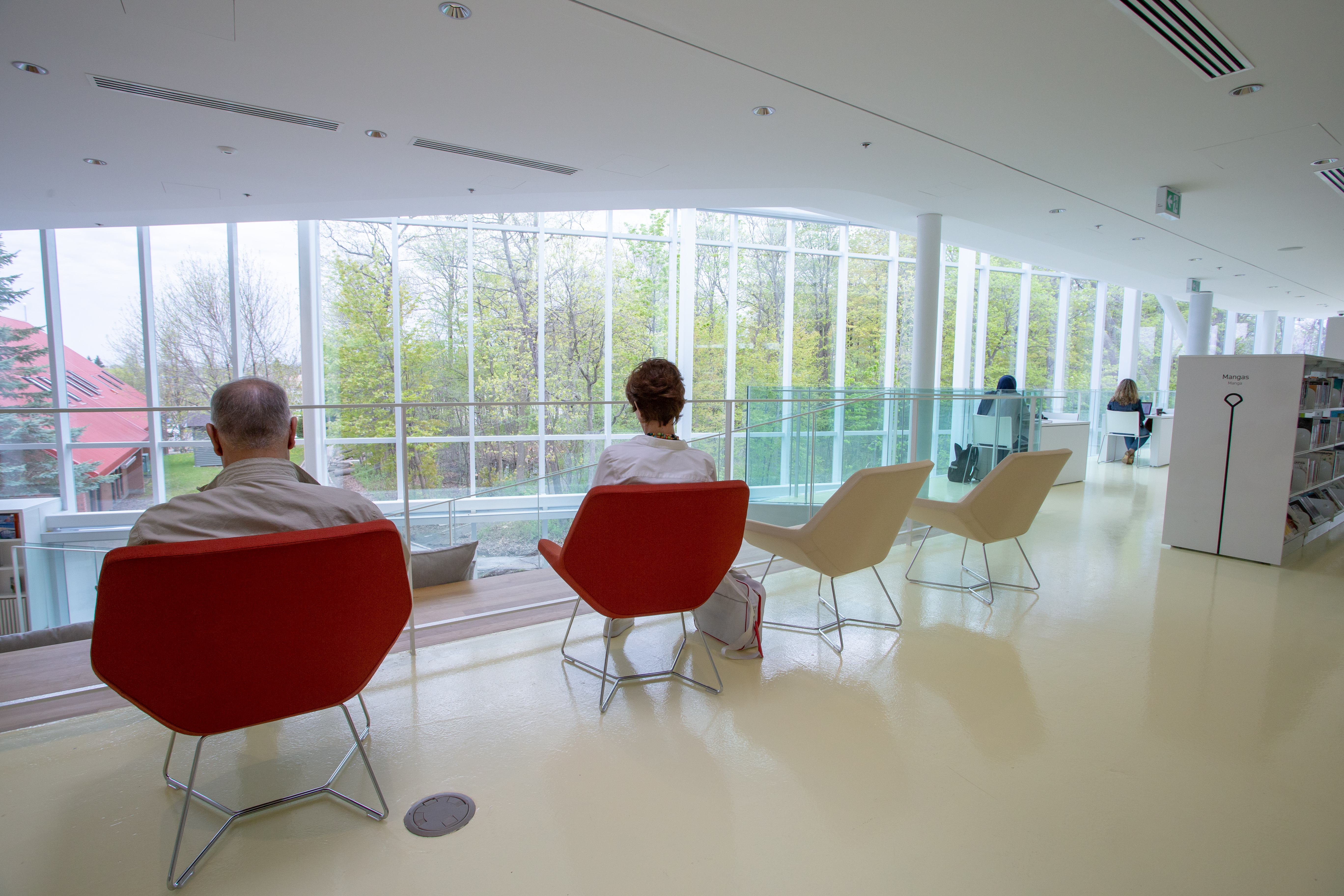
Vue sur le boisé du Millénaire.
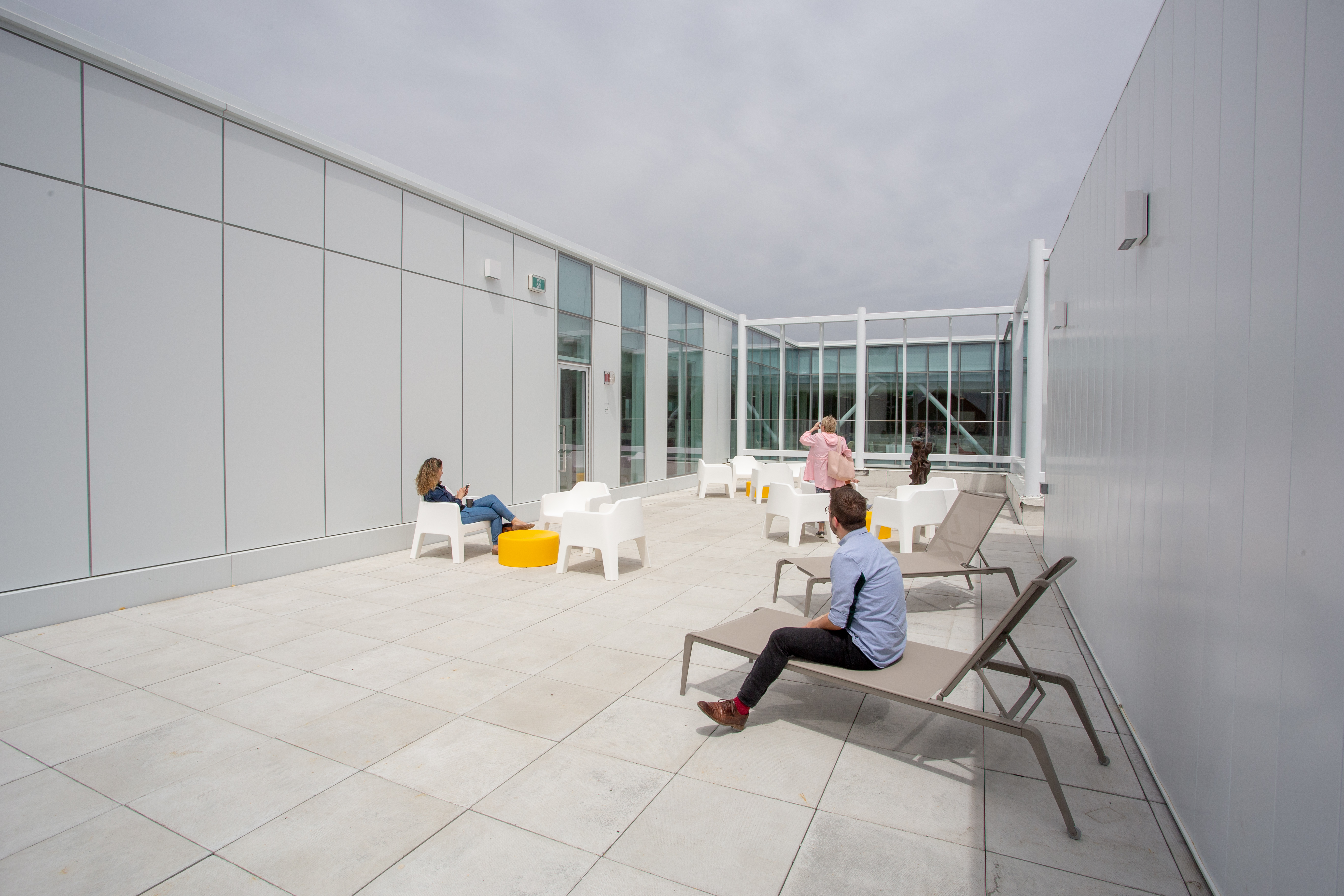
Terrasse sur le toit.
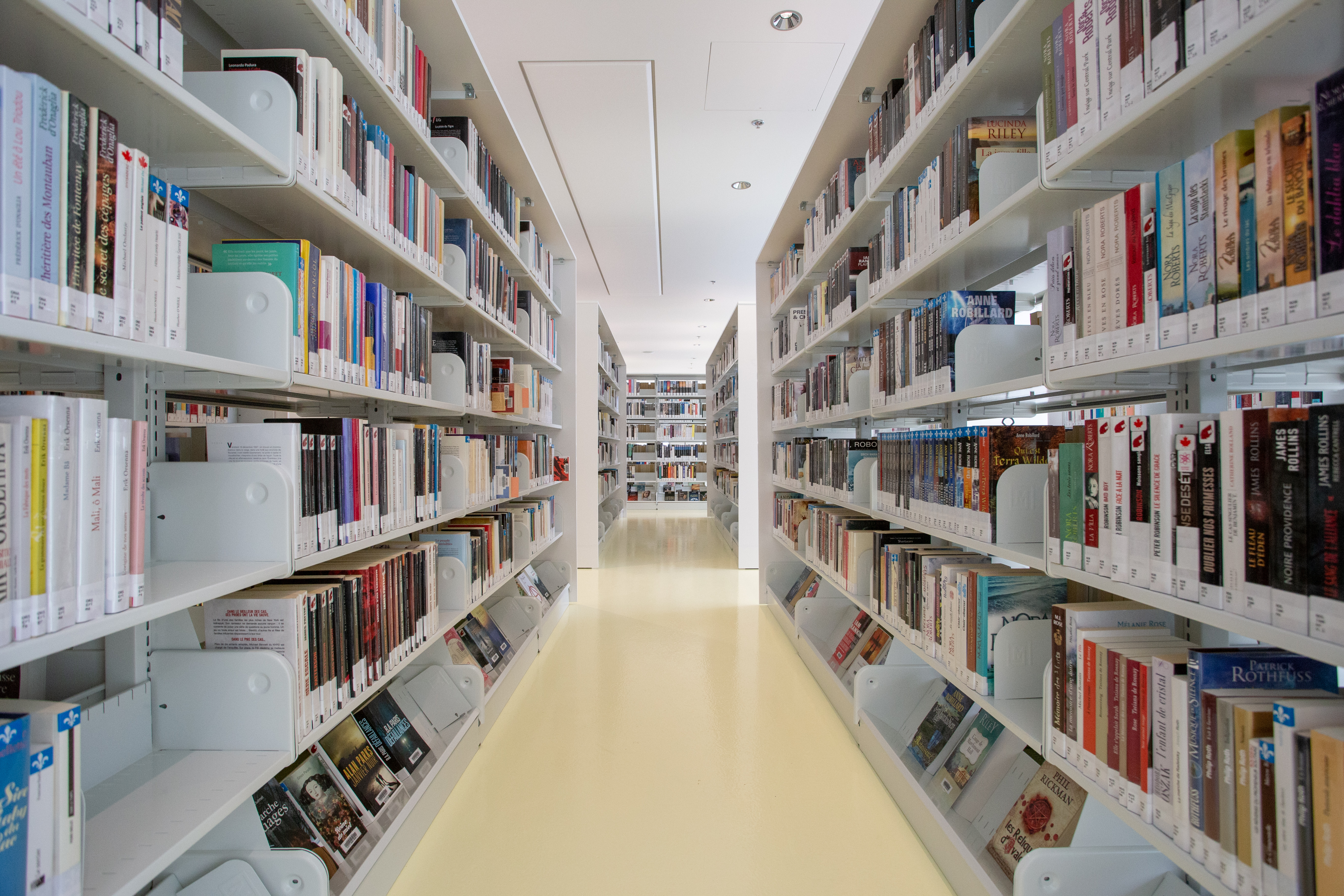
Rayonnage de livres.
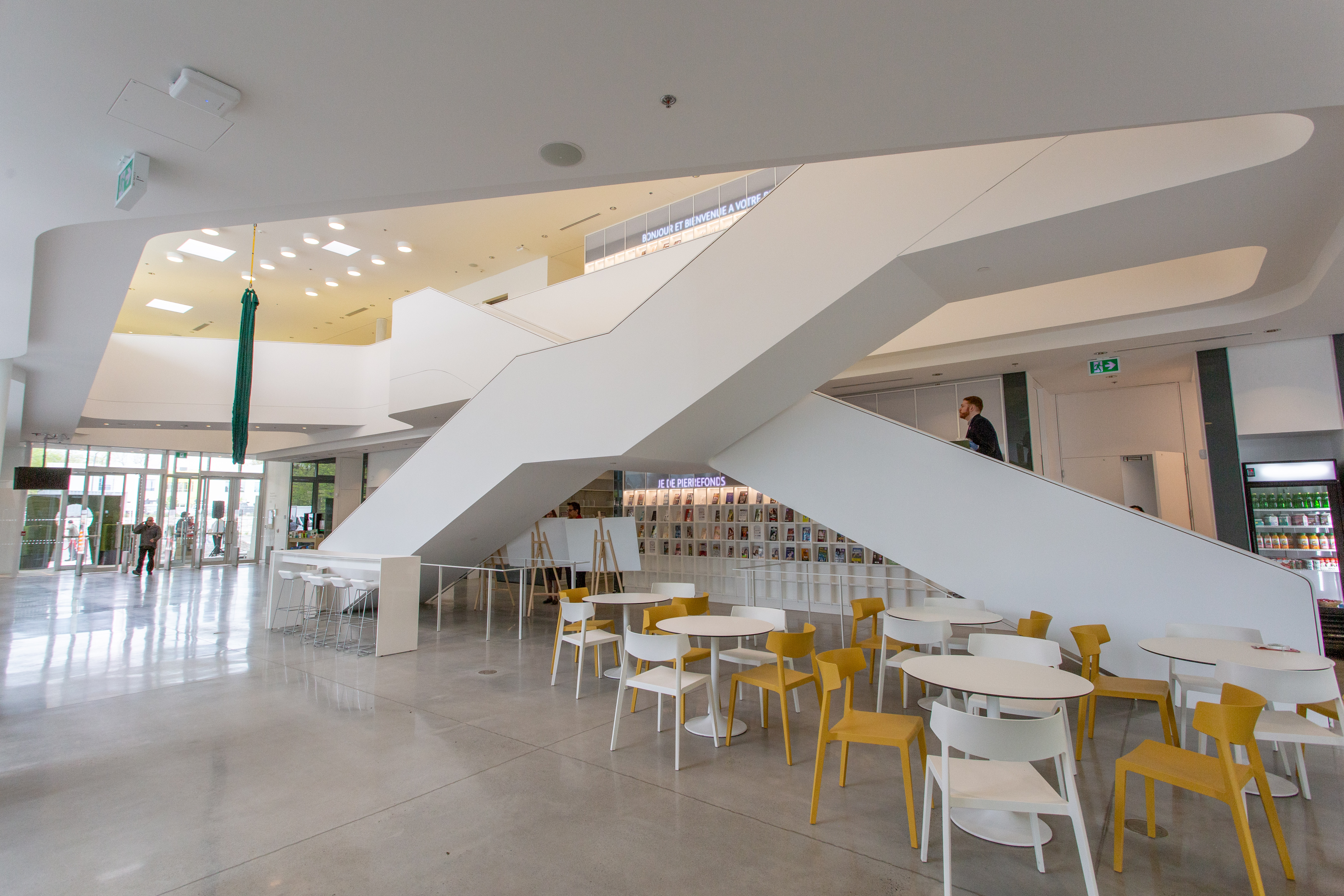
Escaliers à l'entrée et espace café.